# Ceropsilopa radiatula
Ceropsilopa radiatula är en tvåvingeart som först beskrevs av Thomson 1896.  Ceropsilopa radiatula ingår i släktet Ceropsilopa och familjen vattenflugor. Inga underarter finns listade i Catalogue of Life.